# Vittoria Accoramboni (Stendhal)
Vittoria Accoramboni (Vittoria Accoramboni, duchesse de Bracciano) è un racconto non firmato di Stendhal, pubblicato per la prima volta il 1º marzo 1837 sulla Revue des deux Mondes.

## Genesi dell'opera
Il testo fa parte della raccolta delle Cronache italiane, basate sui manoscritti del fondo Caetani, scoperti e copiati da Stendhal nel 1833. Come le altre storie di questa serie (Les Cenci, La Duchesse de Palliano, L'Abbesse de Castro, Trop de faveur tue et Suora Scolastica), Stendhal si limita a tradurre liberamente il testo del manoscritto, dall'italiano al francese.
Vittoria Accoramboni inizia con un avvertimento: "Purtroppo per me e per il lettore, questo non è un romanzo, ma una traduzione fedele di una storia molto seria, scritta a Padova nel dicembre 1585".
Questa civetteria è del tutto credibile nel caso di 'Vittoria Accoramboni' dato che, a un controllo letterale, la traduzione del manoscritto e le frasi di Stendhal differiscono di poco. La punteggiatura viene riorganizzata e il periodo disteso ma nulla del significato originale è perso o troppo modificato. Tanto che S. quasi si scusa dichiarando che - "George Sand avrebbe fatto un capolavoro della vita e delle sciagure di Vittoria Accoramboni".

## Trama
Vittoria Accoramboni nacque da Tarquinia Paluzzi Albertoni e da Claudio Accoramboni, appartenente ad un'antica famiglia della piccola nobiltà di origine marchigiana che si era insediata a Gubbio, cittadina del Ducato di Urbino, nel XIV secolo. Trasferitasi a Roma durante l'infanzia, si fece presto notare per la sua bellezza e a sedici anni, nel 1573, sposò Francesco Peretti, nipote del cardinale di Montalto Felice, futuro papa Sisto V. Fra i più ferventi ammiratori di Vittoria vi era Paolo Giordano I Orsini, primo duca di Bracciano, uno degli uomini più potenti di Roma, del quale divenne amante.
La bella donna dimorava a Palazzo Peretti, residenza romana del cardinale di Montalto. I sicari dell'Orsini, tra i quali Marcello Accoramboni, che sperava che la sorella potesse diventare moglie del duca, la notte del 17 aprile 1581 assassinarono per strada Francesco Peretti. L'Orsini fu subito sospettato di essere il mandante del delitto, perché già responsabile dell'assassinio della prima moglie, Isabella de' Medici, strangolata in un accesso d'ira sotto ipotetiche accuse di adulterio, nella loro villa di Cerreto Guidi nel 1576.
Una volta che Vittoria fu libera dal vincolo matrimoniale, alla morte di Gregorio XIII, che aveva pubblicamente preso posizione contro la loro unione, Vittoria e Paolo Orsini si sposarono nel giorno dell'elezione del nuovo Papa Sisto V, zio di Francesco Peretti. Temendo per la propria vita i due sposi fuggirono a Venezia e successivamente a Salò, sempre in territorio veneziano. Qui il duca morì improvvisamente il 13 novembre 1585 - si dice che fu fatto avvelenare da Francesco de' Medici - lasciando in eredità il ducato al figlio di primo letto Virginio e i rimanenti beni alla vedova Vittoria.
Vittoria si stabilì temporaneamente a Padova, dove fu raggiunta da Lodovico Orsini, parente del defunto marito, che intendeva procedere alla nuova divisione dell'eredità. Ma il 22 dicembre Lodovico fece trucidare Vittoria e il fratello Flaminio Accoramboni da alcuni sicari. Dopo una battaglia che si svolse in una delle piazze centrali di Padova (Prato della Valle), gli uomini del Podestà e altre truppe reclutate al momento tra i cittadini, con la promessa di una cospicua taglia, ebbero ragione delle difese del duca che si era asserragliato in Palazzo Foscarini. Tradotto al cospetto dei magistrati della Serenissima, Lodovico fu giustiziato per strangolamento assieme a più di 30 suoi accoliti.

## Edizioni
- Stendhal, Chroniques italiennes, Œuvres complètes de Stendhal, Paris: Michel Lévy frères, 1855. Contiene: «L'Abbesse de Castro», «Vittoria Accoramboni, duchesse de Bracciano», «Les Cenci», «La Duchesse de Palliano», «Vanina Vanini», «Les Tombeaux de Corneto», «La comédie est impossible en 1836» (Google libri)
- Stendhal, Chroniques et nouvelles de Stendhal (Henri Beyle), Paris: Librairie Nouvelle, 1855. Contiene: «L'abbesse de Castro»; «Les Cenci»; «La duchesse de Palliano»; «San Francesco a Ripa»; «Vanina Vanini»; «Vittoria Accoramboni»; «Le philtre».
- Stendhal, Romans et nouvelles; texte établi et annoté par Henri Martineau, Coll. Bibliothèque de la Pléiade n. 4, Paris: Gallimard, 1947. Contiene: «L'Abbesse de Castro», «Vittoria Accoramboni, duchesse de Bracciano», «Les Cenci», «La Duchesse de Palliano», «Vanina Vanini», «San Francesco a Ripa», «Trop de faveur tue», «Suora Scolastica»
- L'abbadessa di Castro; La duchessa di Paliano: racconti, Coll. Biblioteca universale n. 215, Milano: Edoardo Sonzogno Editore, 1892
- Stendhal, Cronache italiane; tradotto dal francese da Clemente Fusero, Coll. I corvi n. 22, Milano: Dall'Oglio, 1949
- Stendhal, Cronache italiane; traduzione di Pietro Paolo Trompeo e di Mario Bonfantini; introduzione di Mario Bonfantini, Collezione Narratori stranieri tradotti n. 54, Torino: G. Einaudi, 1959
- Stendhal, Cronache italiane e altri racconti d'Italia; traduzione di Cesare Giardini, Collezione BUR n. 1414-1418, Milano: Rizzoli, 1959. Contiene: Chroniques italiennes («L'abbesse de Castro»; «Vittoria Accoramboni»; «Les Cenci»; «La duchesse de Palliano»; «San Francesco à Ripa»; «Vanina Vanini»; «Trop de faveur tue»; «Suora Scolastica»); «Le juif»; «Souvenirs d'un gentilhomme italien».
- Stendhal, Vanina Vanini e altre cronache italiane; traduzione e prefazione di Maria Bellonci, Collezione Biblioteca moderna Mondadori n. 663, Milano: A. Mondadori, 1961. Contiene: «La duchessa di Paliano»; «Vittoria Accoramboni»; «I Cenci»; «San Francesco a Ripa»; «Vanina Vanini».